# 언픽스
"언픽스"는 1996년에 개봉한 한국 & 홍콩의 합작영화이다.

## 캐스팅
- 한재석 : 보디가드 최 역
- 오천련 : 아설 역
- 유청운 : 랑 역
- 김연주 : 최의 약혼녀 역
- 김기주 : 약혼녀의 아버지 역
- 송금식 :  보스 1 역
- 서억석 : 보스 2 역
- 박세범 : 보스 3 역
- 전헌태 : 보스 4 역
- 황사리 : 매 역